# Автомагістраль А35 (Франція)
Автомагістраль A35 — це безкоштовна автомагістраль на північному сході Франції. Він також відомий як Autoroute des Cigognes і Voie Rapide du Piémont des Vosges. Він з'єднує німецький кордон у долині Рейну зі швейцарським кордоном через Страсбург. Дорога є частиною європейських маршрутів E25 і E60.
На північному кінці, де дорога досягає німецького кордону, вона перетворюється на однопроїзну частину, яку контролює камера швидкості. На німецькому боці кордону плани будівництва останньої ділянки автобану, щоб з’єднати французьку A35 безпосередньо з німецькою A65 у Канделі, не були реалізовані в 1990-х роках, коли будівництво автобану було зосереджено на східній частині країни. Проект залишається нереалізованим: він викликає суперечки через екологічний вплив, який він може мати на Бієнвальд (лісиста місцевість), через яку проходила б дорога.

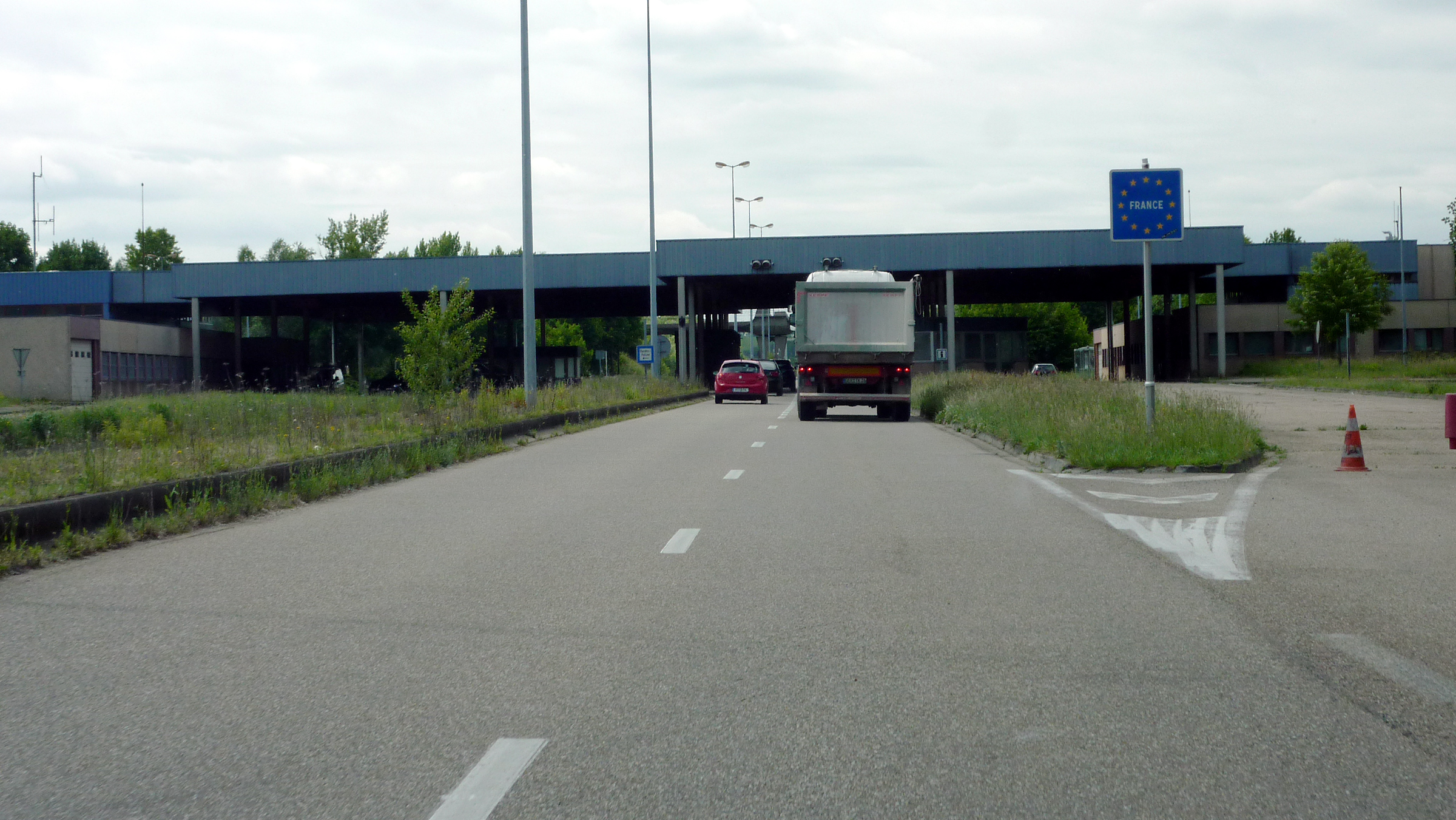
Автомагістраль A35 біля Лаутербурга (німецька B9 до французької A35)